# Edmon Ryan
Pour les articles homonymes, voir Ryan.

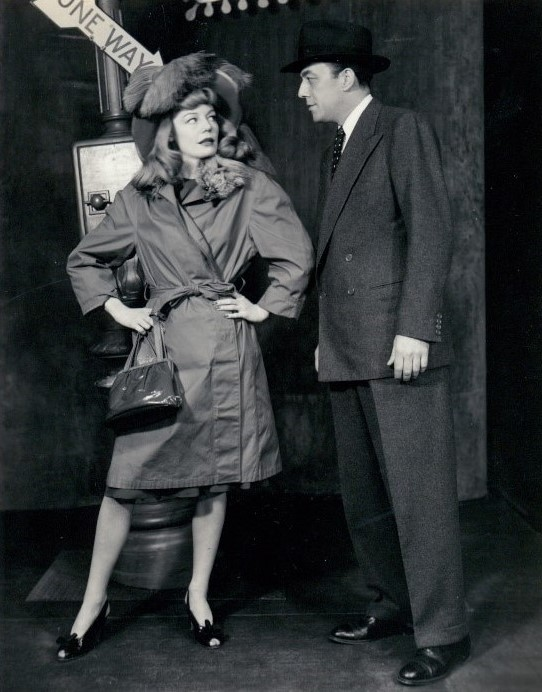
Avec Haila Stoddard en 1946 à Broadway, dans la pièce Dream Girl (photo promotionnelle)

Edmon Ryan Mossbarger, né le 5 juin 1905 à Cecilia (en) (Kentucky) et mort le 4 août 1984 à Louisville (Kentucky), est un acteur américain, connu comme Edmon Ryan (parfois crédité Edmond Ryan).

## Biographie
Edmon Ryan débute au théâtre et joue notamment à Broadway (New York) dans neuf pièces, la première en 1934-1935. En 1945-1946, il apparaît dans Dream Girl (en) d'Elmer Rice, aux côtés de Betty Field (remplacée en cours de production par Haila Stoddard (en)) et de Wendell Corey. Il reprend cette pièce en 1951, personnifiant le même personnage, le rôle féminin principal étant cette fois tenu par Judy Holliday.
Ses deux dernières pièces à Broadway sont The Marriage-Go-Round (en) de Leslie Stevens (1958-1960, avec Charles Boyer et Claudette Colbert), puis Lord Pengo (1962-1963, avec Charles Boyer et Agnes Moorehead). Cette dernière production est reprise en 1963 à Londres (où il séjourne vers la fin des années 1930, y jouant déjà à cette occasion en 1936 et 1939).
Au cinéma, il contribue à trente-sept films, les dix premiers britanniques sortis entre 1936 et 1939 (dont Crime sur Londres (en) d'Alfred Zeisler en 1936, avec Margot Grahame et Paul Cavanagh).
Son premier film américain est Bastogne de William A. Wellman (1949, avec Van Johnson et John Hodiak) ; le dernier est Tora ! Tora ! Tora ! de Richard Fleischer et autres (coproduction américano-japonaise, 1970, avec Martin Balsam et Joseph Cotten), après quoi il se retire. Dans l'intervalle, citons Trafic en haute mer de Michael Curtiz (1950, avec John Garfield et Patricia Neal), Deux sur la balançoire de Robert Wise (1962, avec Robert Mitchum et Shirley MacLaine) et L'Étau d'Alfred Hitchcock (son avant-dernier film, 1969, avec Frederick Stafford et Dany Robin).
Signalons aussi sa participation à quatre films italiens dans les années 1950, dont D'Artagnan, chevalier de la reine de Mauro Bolognini (1954, avec Sebastian Cabot et Marina Berti).
À la télévision américaine (excepté une série italienne en 1956), Edmon Ryan collabore à une adaptation téléfilmée en 1955 de la pièce Dream Girl précitée, ainsi qu'à cinquante-neuf séries dès 1950. Mentionnons Alfred Hitchcock présente (trois épisodes, 1956-1960), Perry Mason (trois épisodes, 1962-1964) et La Nouvelle Équipe, sa dernière série, lors d'un épisode diffusé en 1970.

## Théâtre (sélection)
(pièces jouées à Broadway, sauf mention contraire)
- 1934-1935 : Post Road de Wilbur Daniel Steele et Norma Mitchell, mise en scène de H. C. Potter : Virgil Bernis
- 1935 : Whatever Goes Up de Milton Lazarus : Grady
- 1936 : Three Men on a Horse de John Cecil Holm et George Abbott (à Londres)
- 1939 : Alien Corn de Sidney Howard (à Londres)
- 1945 : Dream Girl de (et mise en scène par) Elmer Rice : George Hand
- 1947-1948 : Command Decision de William Wister Haines : le correspondant de guerre Elmer Brockhurst[1]
- 1950 : Legend of Sarah de James Gow et Arnaud D'Usseau, mise en scène de Benn W. Levy : Edgar Cameron
- 1951 : Dream Girl d'Elmer Rice, reprise mise en scène par Morton DaCosta : George Hand
- 1953 : A Date with April de George Batson : Val Corbett
- 1957 : Nature's Way d'Herman Wouk : Gilbert Price
- 1958-1960 : The Marriage-Go-Round de Leslie Stevens, mise en scène de Joseph Anthony : Dr Ross Barnett[2]
- 1962-1963 : Lord Pengo de S. N. Behrman, mise en scène de Vincent J. Donehue, décors d'Oliver Smith, costumes de Lucinda Ballard (production reprise à Londres en 1963)

## Filmographie partielle

### Cinéma
(films américains, sauf mention contraire)
- 1936 : Crime sur Londres (Crime Over London) d'Alfred Zeisler : Spider
- 1939 : Le Tueur aveugle (The Dark Eyes of London) de Walter Summers : le lieutenant Patrick O'Reilly
- 1949 : Bastogne (Battleground) de William A. Wellman : un major
- 1950 : La Rue de la mort (Side Street) d'Anthony Mann : Victor Backett
- 1950 : Trafic en haute mer (The Breaking Point) de Michael Curtiz : Rogers
- 1950 : Témoin de la dernière heure (Highway 301) d'Andrew L. Stone : le sergent Truscott / le narrateur
- 1950 : Undercover Girl de Joseph Pevney : « Doc » Holmes
- 1950 : Secrets de femmes (Three Secrets) de Robert Wise : Hardin
- 1950 : Le Mystère de la plage perdue (Mystery Street) de John Sturges : James Joshua Harkley
- 1951 : The Guy Who Came Back de Joseph M. Newman : Joe Demarcus
- 1954 : D'Artagnan, chevalier de la reine (I cavalieri della regina) de Mauro Bolognini (film italien)
- 1959 : Terre de violence (Good Day for a Hanging) de Nathan Juran : William P. Selby, avocat
- 1962 : Deux sur la balançoire (Two for the Seesaw) de Robert Wise : Frank Taubman
- 1964 : Papa play-boy (A General Affair) de Jack Arnold : Gavin
- 1964 : Les Jeux de l'amour et de la guerre (The Americanization of Emily) d'Arthur Hiller : l'amiral Hoyle
- 1964 : La Maison de madame Adler (A House Is Not a Home) de Russell Rouse : Sam
- 1967 : Banning de Ron Winston : Stuart Warren
- 1969 : L'Étau (Topaz) d'Alfred Hitchcock : McKittreck
- 1970 : Tora ! Tora ! Tora ! de Richard Fleischer, Kinji Fukasaku et Toshio Masuda (film américano-japonais) : le vice-amiral Bellinger

### Télévision

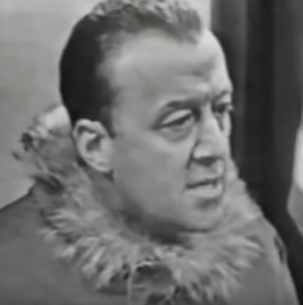
Dans la série Tales of Tomorrow, épisode Ice from Space (1952)

(séries américaines, sauf mention contraire)
- 1952 : Tales of Tomorrow
  - Saison 1, épisode 43 Ice from Space : le major Dozier
- 1955 : Dream Girl de George Schaefer (téléfilm) : Jim Lucas
- 1956 : Les Trois Mousquetaires, mini-série d'Hugo Fregonese, épisode (sans titre) du 27 mars 1956 (série italienne)
- 1956-1960 : Alfred Hitchcock présente (Alfred Hitchcock Presents) 
  - Saison 2, épisode 14 John Brown's Body (1956) de Robert Stevens : Dr Croatman
  - Saison 3, épisode 31 The Festive Season (1958) d'Arthur Hiller : le procureur John
  - Saison 5, épisode 31 I Can Take Care of Myself (1960) d'Alan Crosland Jr. : Jack Simpson
- 1958 : Suspicion, première série
  - Saison unique, épisode 23 L'Œil de la vérité (The Eye of Truth) de Robert Stevens : Lubin
- 1958 : Mike Hammer (Mickey Spillane's Mike Hammer), première série
  - Saison 1, épisode 6 Peace Bond de John English : Tom Bronson
- 1959 : Bonanza
  - Saison 1, épisode 5 Mark Twain (Enter Mark Twain) de Paul Landres : Daniel Lash
- 1961 : Naked City
  - Saison 2, épisode 11 Murder Is a Face I Know d'Arthur Hiller : l'avocat
- 1961 : Cheyenne
  - Saison 6, épisode 3 Cross Purpose de Paul Landres : le colonel Henry Bedlow
- 1962 : Le Gant de velours ('The New Breed)
  - Saison 1, épisode 23 La Torche (The Torch) : Frank Clausen
- 1962 : Échec et mat (Checkmate)
  - Saison 2, épisode 34 Side by Side de Robert Ellis Miller : Vic Galloway
- 1962 : 77 Sunset Strip
  - Saison 5, épisode 5 The Floating Man d'Irving J. Moore : le juge Mellon
- 1962-1964 : Perry Mason, première série
  - Saison 5, épisode 29 The Case of the Promoter's Pillbox (1962) de Jesse Hibbs : Jerome Stokess
  - Saison 6, épisode 5 The Case of the Hateful Hero (1962) de Jesse Hibbs : Arthur Morrell
  - Saison 7, épisode 15 The Case of the Capering Camera (1964) de Jesse Hibbs : Lewis Ames
- 1962-1965 : Le Jeune Docteur Kildare (Dr. Kildare)
  - Saison 1, épisode 16 The Administrator (1962) de Paul Stanley : Bill Revere
  - Saison 5, épisode 13 The Life Machine (1965) de Marc Daniels, épisode 15 Wives and Losers (1965) de Marc Daniels et épisode 18 Hour of Decision (1965) de Marc Daniels : M. Hallerton
- 1964 : Ben Casey
  - Saison 3, épisode 25 A Falcon's Eye, a Lion's Heart, a Girl's Hand de Mark Rydell : Dr Shepherd Bolton
- 1964 : Suspicion (seconde série, The Alfred Hitchcock Hour)
  - Saison 2, épisode 31 Isabel d'Alf Kjellin : le lieutenant John Huntley
- 1965 : Jinny de mes rêves (I Dream of Jeannie)
  - Saison 1, épisode 5 G.I. Jinny (G.I. Jeannie) d'Alan Rafkin : le colonel Joe Fenton
- 1970 : La Nouvelle Équipe (The Mod Squad)
  - Saison 2, épisode 24 Call Back Yesterday de Gene Nelson : Bob Allen